# Éliphas Lévi
Eliphas Levi, egentligen Alphonse Louis Constant, född 8 februari 1810 i Paris, död 31 maj 1875 i Paris, var en fransk författare och ockultist.
Levi genomgick utbildning för att bli präst, men uteslöts ur kyrkan och fängslades 1847 för sitt samarbete med paret Ganneau vilka ansåg sig vara reinkarnationer av Ludvig XVII och Marie-Antoinette. Det var en med på den tiden mycket radikala filosofier. 1853 gavs den bok ut som gjorde honom ihågkommen för eftervärlden, Dogma de la Magie, som senare följdes av Dogme et ritual de la haute magie (1856) och La clé des grands mystéres (1897). Levi var starkt influerad av kabbala och hade utvecklat många egna teorier. Hans idéer har påverkat efterkommande generationer, bl.a. genom Golden Dawn och Rosencreuzarna som snabbt anammade hans teorier.
Levi ritade Baphomet samt en version av det inverterade pentagrammet.